# Hashimides
Ne doit pas être confondu avec Dynastie hachémite.
869–1075

Les Hashimides étaient une famille arabe qui gouverna Bab al-Abwab (Derbent) au Daghestan de 869 à 1075.

Daghestan et Chirvan à l'époque islamique médiévale

## Sources
- Sheila Blair, The Monumental Inscriptions from Early Islamic Iran and Transoxiana, Brill, 1992 (ISBN 978-9004259577, lire en ligne)
- C. E. Bosworth, The New Islamic Dynasties: A Chronological and Genealogical Manual, New York City, Columbia University Press, 1996 (ISBN 0-231-10714-5)
- Cahen, C. (1984). "Āl-e Hāšem". In Yarshater, Ehsan (ed.). Encyclopædia Iranica, Volume I/7: Ahriman–Alafrank. London and New York: Routledge & Kegan Paul. p. 758.  (ISBN 978-0-71009-096-6).
- Madelung, Wilferd (1975). "Minor dynasties of northern Iran". In Frye, Richard N. (ed.). The Cambridge History of Iran, Volume 4: From the Arab Invasion to the Saljuqs. Cambridge: Cambridge University Press. pp. 198–250.  (ISBN 0-521-20093-8).
- Vladimir Minorsky, A History of Sharvān and Darband in the 10th-11th Centuries, Cambridge, W. Heffer & Sons, Ltd., 1958